# Karl Limbeck
Karl Limbeck (* 15. November 1894 in Ehrensberg; † 28. März 1966) war ein deutscher Politiker (CDU).

## Leben
Limbeck, Sohn eines Webers und katholischer Konfession, studierte nach seiner Tätigkeit als Schlossergeselle von 1919 bis 1921 an der Ingenieurschule Konstanz und legte dort die Hauptprüfung zum Maschinenbauingenieur ab.
Er arbeitete von 1922 bis 1945 als Konstrukteur. Von 1945 bis 1946 leitete er die Arbeitsamtnebenstelle in Backnang. Er war Kreisvorsitzender der CDU im Landkreis Backnang. Bei der Landratswahl am 7. Juni 1946 wurde Limbeck zum Landrat des Landkreises Backnang gewählt; er setzte sich dabei gegen Amtsinhaber Friedrich Tränkle durch. Limbeck amtierte bis 1960.

## Auszeichnungen
- Bundesverdienstkreuz 1. Klasse